# Tobolsk

Tobolsk (em russo: Тобольск) é uma cidade no oblast de Tiumen, na Sibéria, na Rússia. Foi fundada em 1587. Segundo censo de 2019, havia 98 857 habitantes. Foi a capital histórica da região da Sibéria e cidade natal do químico Dimitri Mendeleiev.